# Areopaguristes engyops
Areopaguristes engyops is een tienpotigensoort uit de familie van de Diogenidae. De wetenschappelijke naam van de soort is voor het eerst geldig gepubliceerd in 1947 door Barnard.